# Армяно-таджикистанские отношения
Армяно-таджикистанские отношения — двусторонние дипломатические отношения между Республикой Армения и Республикой Таджикистан. Установлены 12 октября 1992 года. Обе страны ранее были советскими республиками. 

## Сравнительные характеристики
|                                      | Таджикистан                                                                    | Армения                                                                                           |
| ------------------------------------ | ------------------------------------------------------------------------------ | ------------------------------------------------------------------------------------------------- |
| Участие в международных организациях | ООН, ОБСЕ, ОДКБ, ЕАЭС, СНГ, ШОС                                                | ООН, ОБСЕ, ОДКБ, ЕАЭС, СНГ, ВТО, Совет Европы, Восточное Партнерство ЕС, ШОС (партнер по диалогу) |
| Население                            | 8 439 700                                                                      | 3 017 100                                                                                         |
| Территория                           | 143 000 км²                                                                    | 29 743 км²                                                                                        |
| Плотность населения                  | 57,2 чел./км²                                                                  | 101,4 чел./км²                                                                                    |
| Столица                              | Душанбе                                                                        | Ереван                                                                                            |
| Крупнейшие города                    | Душанбе, Худжанд, Куляб, Курган-Тюбе, Истаравшан, Канибадам, Пенджикент, Хорог | Ереван, Гюмри, Ванадзор                                                                           |
| Форма правления                      | Президентская республика                                                       | Парламентская республика                                                                          |
| Государственный язык                 | Таджикский                                                                     | Армянский                                                                                         |
| Основная религия                     | Ислам (суннитского толка)                                                      | Христианство (Армянская Апостольская Церковь)                                                     |
| ВВП (ППС), 2019                      | 33,35 млрд долларов США ( 3 590 $ на душу населения)                           | 32,91 млрд долларов США (11 080 $ на душу населения)                                              |
| ВВП (номинал), 2019                  | 8,15 млрд долларов США (877 $ на душу населения)                               | 13,44 млрд долларов США (4530 $ на душу населения)                                                |
| Валюта                               | сомони                                                                         | драм                                                                                              |

## История
Важную роль в укреплении связей между странами играют встречи глав республик. Второй президент Армении Роберт Кочарян посещал Таджикистан с официальным визитом в апреле 2002 года. Официальные визиты лидера Таджикистана Эмомали Рахмон состоялись в 2003 и 2005 годах. В ходе этих визитов было подписано множество документов, в том числе Договор о дружбе и сотрудничестве между Республикой Таджикистан и Республикой Армения. Третий президент Республики Армения Серж Саргсян совершал поездки в Таджикистан с официальными и рабочими визитами в августе 2011 года и сентябре 2015 года.
Договорно-правовая база отношений состоит из 26 документов, охватывающих широкий спектр взаимодействия стран в вопросах экономики, сельского хозяйства, здравоохранения, культуры, науки.
С декабря 2009 года Чрезвычайным и Полномочным Послом Республики Армения в Туркменистане и Таджикистане по совместительству является Владимир Бадалян.

## Культурные связи
В настоящее время в Таджикистане существует одно армянское культурное объединение под названием «Армянская община Месропа Маштоца», образованное в Душанбе в 1989 году. Он был основан и возглавлялся заслуженным тренером Таджикской ССР Тельманом Гургеном Восканяном в течение 20 лет. В 2009 году были основаны армянская дневная школа и танцевальный ансамбль.

## Экономические отношения
Страны активно устанавливают и расширяют связи между предприятиями обеих сторон. Стороны поставляют друг другу продукцию технического назначения и сырья. Укреплению экономических отношений Армении и Таджикистана способствует деятельность Таджикско-армянской межправительственной комиссии по торгово-экономическому сотрудничеству. В 1994 году объём внешнеторгового оборота был равен 239,4 тысячам долларов США. В 2000 году он составил лишь 1 тысячу долларов. В 2014 году объём товарооборота между странами составил почти 1 миллион долларов США.